# Pretoria
Pretoria – miasto w Południowej Afryce i administracyjna stolica państwa. Pretoria to 8. najbogatsze miasto w Afryce i 4. najbogatsze miasto w kraju.

## Położenie
Miasto położone jest w północno-wschodniej części kraju na wyżynie Niski Weld (1360 m n.p.m.), w prowincji Gauteng, 50 km na północ od Johannesburga. Leży nad rzeką Apies i rozciąga się w pasie przejściowym między płaskowyżem Highveld na południu a niżej położonym Bushveld na północy na wschód do podnóża gór Magaliesberg. Pretoria znajduje się w strefie wilgotnego klimatu subtropikalnego

## Nazwa
7 marca 2005 roku rada miejska Pretorii podjęła decyzję o zmianie nazwy miasta na Tshwane. Dotychczasowa nazwa oddawała cześć burskiemu generałowi Andriesowi Pretoriusowi, który stał się bohaterem po pokonaniu Zulusów w bitwie nad Blood River, natomiast „tshwane” oznacza „wszyscy jesteśmy równi” w języku tswana. Istnieją również teorie, które wiążą tę nazwę z synem lokalnego wodza plemienia Nguni, a także ze słowem „tshwenyana”, które w języku sotho oznacza małpę.
Zmianę nazwy miasta zaakceptował Południowoafrykański Komitet Nazw Geograficznych, jednak by ta oficjalnie uległa zmianie, musi na nią wyrazić zgodę jeszcze rząd Południowej Afryki, który przez kilka kolejnych lat tego nie uczynił.
Mieszkańcy Pretorii często nazywają swoje miasto „Jacaranda City” (miasto Jakarandy), ponieważ w mieście jest ponad 50 000 krzewów jakarandy.

## Historia
Pretoria została założona w 1855 roku przez Marthinusa Pretoriusa jako stolica Transwalu. Miasto zostało nazwane na cześć Andriesa Pretoriusa, ojca Marthinusa i burskiego wojskowego i polityka. 2 maja 1857 roku pierwszym sędzią miasta został Andries Du Toit, który w tym samym roku wydzielił działki w mieście.
W 1860 roku Pretoria została siedzibą rządu Transwalu.
W czasie II wojny burskiej Pretoria został opanowana przez wojska brytyjskie. W 1899 roku w mieście był więziony Winston Churchill. 31 maja 1902 roku po podpisaniu pokoju w Vereeniging, republiki burskie zostały koloniami brytyjskimi, a wraz z nimi również i Pretoria przeszła pod władanie Brytyjczyków.
Od 1910 roku Pretoria pełni funkcję stolicy administracyjnej Związku Południowej Afryki (od 1961 roku Południowa Afryka). Dzięki temu miasto zaczęło prosperować, a jego znaczenie jako ośrodka administracyjnego wzrosło, podobnie jak proces industrializacji. Spowodowało to dalszą urbanizację i boom budowlany. 
Kiedy premier wycofał Republikę Południowej Afryki ze Wspólnoty Narodów w 1961 roku, Pretoria stała się stolicą nowo narodzonej republiki. Do tego czasu recesja gospodarcza i polityka apartheidu, przyniosły już nowe, poważne zmiany. Segregacja rasowa pozbawiła wiele osób prawa do życia, a czasem nawet odwiedzania dzielnic miejskich zarezerwowanych dla białych. Zostały zbudowane nowe osiedla, takie jak Mamelodi.

W 2000 roku Pretoria stała się częścią Tshwane Metropolitan Municipality. 
W 2024 r. populacja Pretorii była szacowana na 2 889 899 mieszkańców. Przy tej populacji średnia gęstość zaludnienia miasta to ok. 1100 osób na kilometr kwadratowy. Według spisu ludności z 2011 r. 52,5% mieszkańców miasta stanowili ludzie rasy białej, 42% – czarni afrykanie, 2,5% –Koloredzi, 1,9% – Hindusi, a 1,2% stanowiły inne grupy etniczne.

## Przemysł[12]
Pretoria to ośrodek produkcji:
- środków transportu – montownie samochodów i rowerów
- maszynowy
- metalurgiczny
- chemiczny
- spożywczy – cukrowniczy, tytoniowy
- włókienniczy
- skórzany
- szklarski

Poza tym znajdują są tu:
- warsztaty naprawcze taboru kolejowego
- zakłady hutnictwa żelaza – produkcja stali ponad 1,3 mln t rocznie
- w pobliżu Pretorii:
  - jedna z największych w kraju kopalń diamentów – Premier Mine
  - kopalnia rud żelaza
  - kopalnia złota

## Transport

### Kolej
Podmiejskie usługi kolejowe wokół Pretorii są obsługiwane przez Metrorail. Koleją z centrum miasta można dojechać do:
- na południe do Germiston i Johannesburga
- na zachód do Atteridgeville
- na północny zachód do Ga-Rankuwa
- na północ do Soshanguve
- na wschód do Mamelodi
- koleją Pretoria–Maputo do portu w Maputo na wschodzie

- linia szybkiej kolei Gautrain prowadzi ze wschodnich przedmieść Hatfield do stacji Pretoria, a następnie w kierunku południowym do Centurion, Midrand, Marlboro, Sandton, do międzynarodowego lotniska OR Tambo, Rosebank i Johannesburga
- z dworca kolejowego Capital Park można jechać prywatną luksusową koleją w stylu kolonialnym Rovos Rail

### Autobusy
W Pretorii istnieje wiele firm transportu autobusowego, z których PUTCO jest jedną z najstarszych i najlepiej rozpoznawalnych. W Pretorii istnieje też państwowa firma transportu zbiorowego.

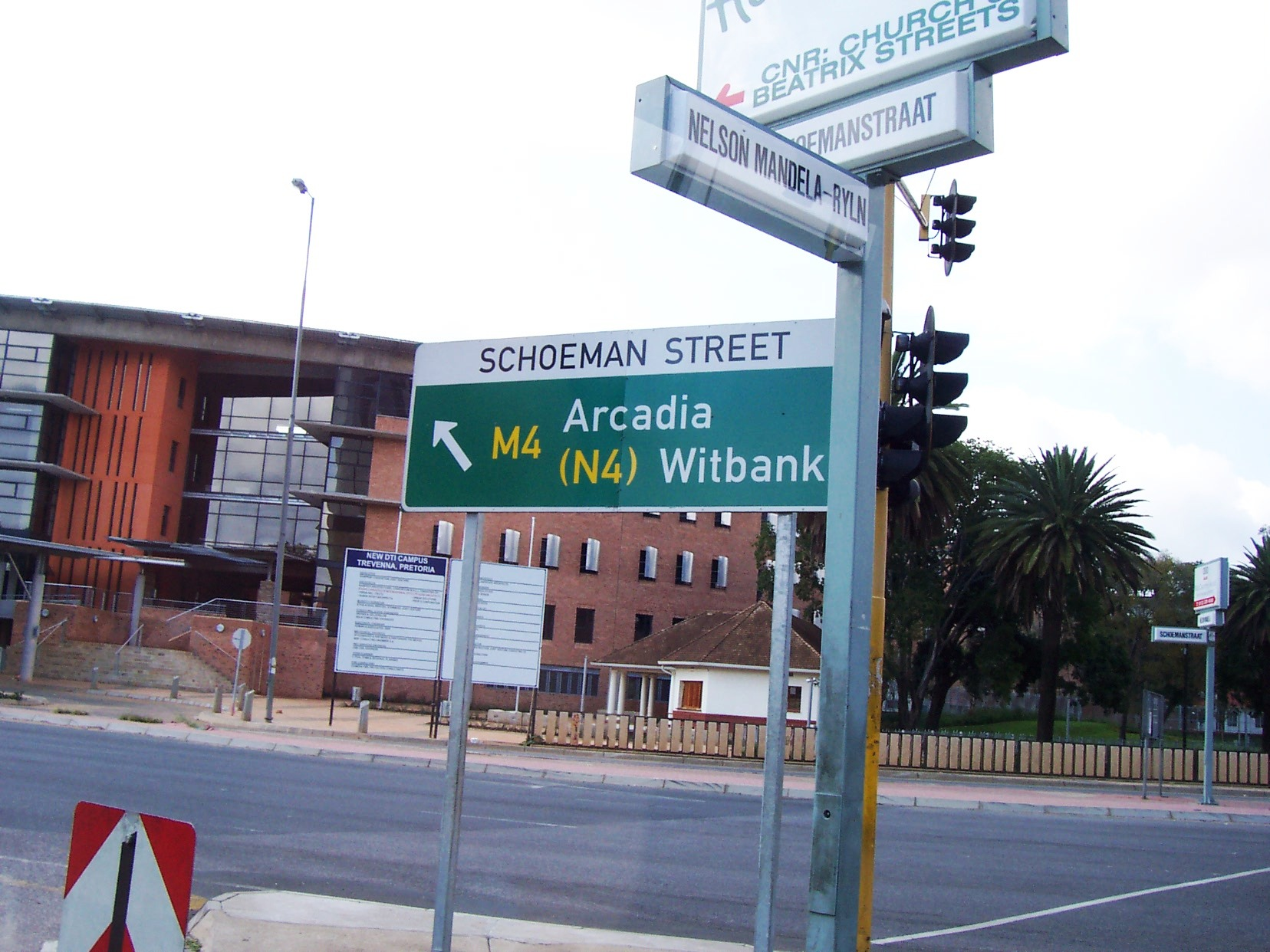
Ulica w Pretorii, RPA

### Autostrady
- N1 – wschodnia obwodnica łącząca Johannesburg z Polokwane
- N4 – łączy Pretorię z eMalahleni i Maputo w Mozambiku na wschodzie oraz Rustenburgiem i Gaborone w Botswanie na zachodzie
- N14 – prowadzi w kierunku Krugersdorp na południowym zachodzie
- R21 – do międzynarodowego lotniska O. R. Tambo w Kempton Park i R80 na północnym zachodzie

### Lotniska
Loty cywilne w Pretorii obsługiwane są przez lotniska w Johannesburgu:
- OR Tambo International – 45 km na południe od centrum Pretorii
- Lanseria – 35 kilometrów na południowy zachód od miasta
- Wonderboom – lotnisko prywatne

## Zabytki i atrakcje turystyczne

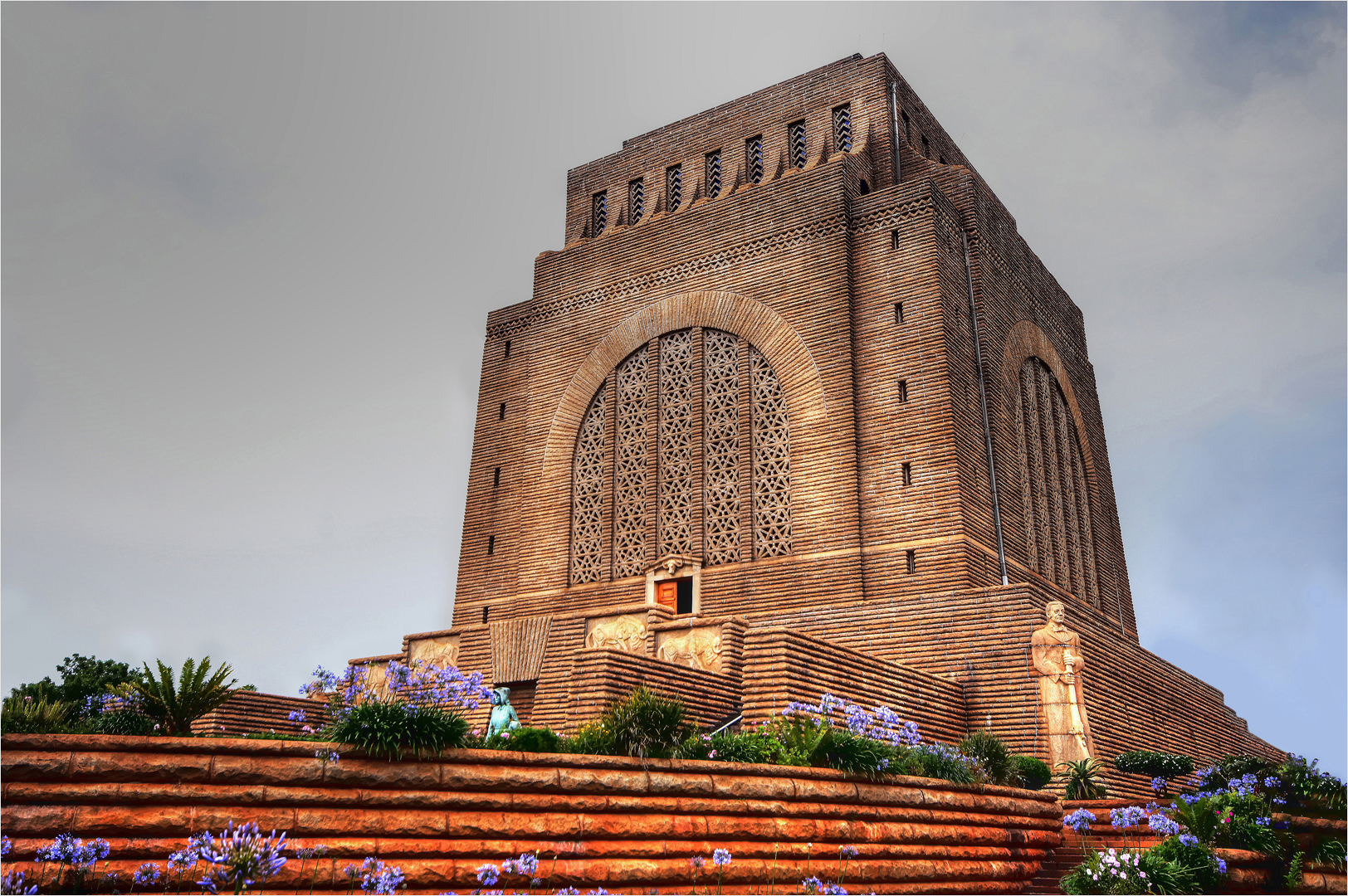
Voortrekker Monument

- Ditsong National Muzeum of Cultural History (Okno Afryki)
- Freedom Park
- Hapo Muzeum
- Kruger House – Rezydencja Prezydenta RPA
- Mapungubwe Muzeum
- Biblioteka Narodowa RPA
- Pioneer Muzeum
- Pretoria Art Muzeum
- Pretoria Forts
- Van Tilburg Collection
- Van Wouw Muzeum
- Voortrekker Monument
- Willem Prinsloo Agricultural Muzeum
- Sammy Marks House
- Smuts House Muzeum
- Miejska Galeria Sztuki
- Muzeum Transwalu
- Muzeum Wojskowe znajdujące się w XIX-wiecznym forcie
- Melrose House
- ZOO Narodowe

## Nauka

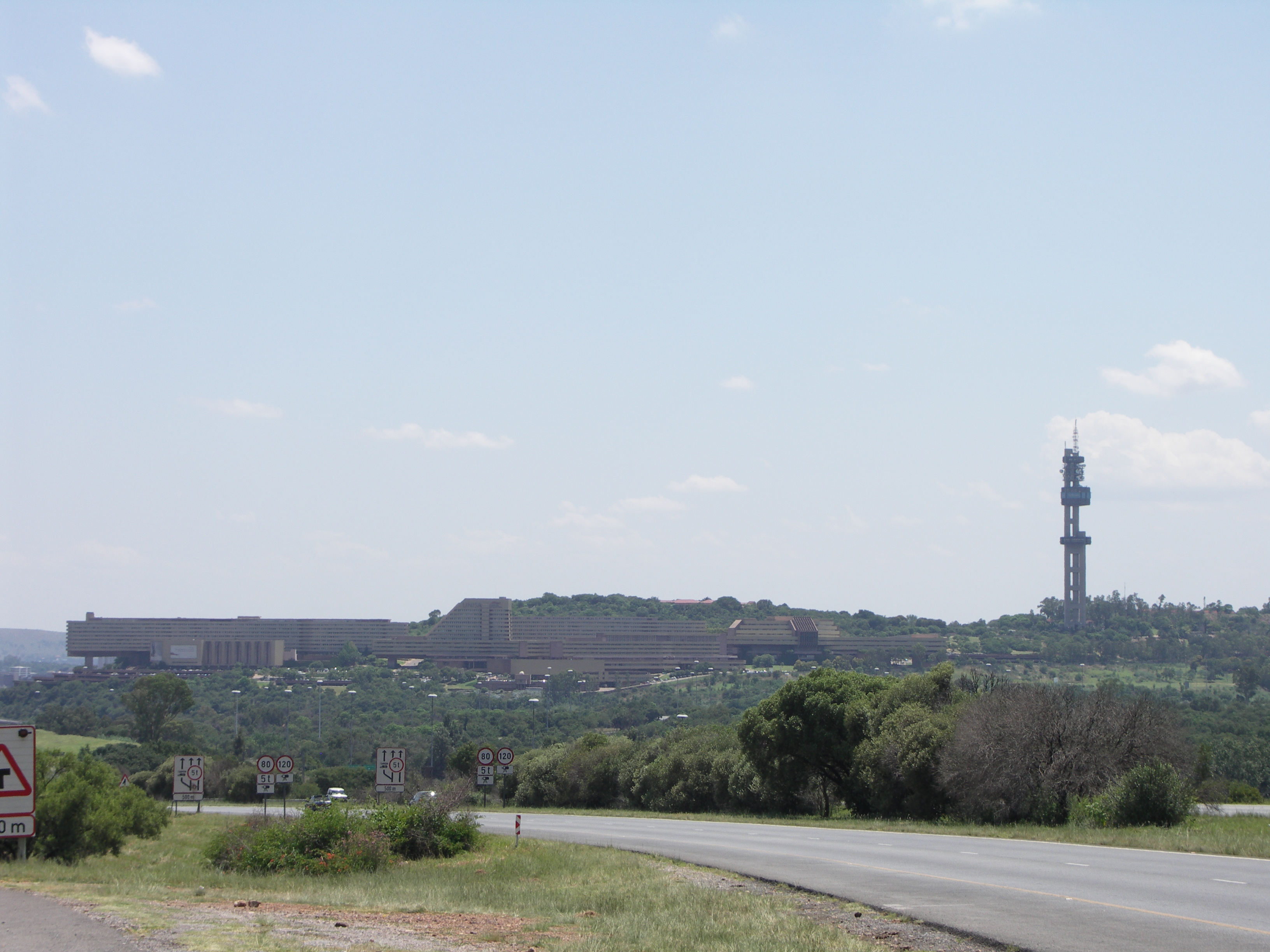
Uniwersity of South Africa, RPA

- University of South Africa (UNISA)
  - największy Uniwersytet w Afryce
  - założony w 1873 roku
  - ponad 300 000 studentów
- Tshwane University of Technology (TUT)
- University of Pretoria (UP)
- Sefako Makgatho Health Science University (SMU)
- Rada ds. Badań Naukowych i Przemysłowych - (CSIR)
- Rada ds. Badań Humanistycznych
- National Research Foundation
- South African Bureau of Standards

## Sport

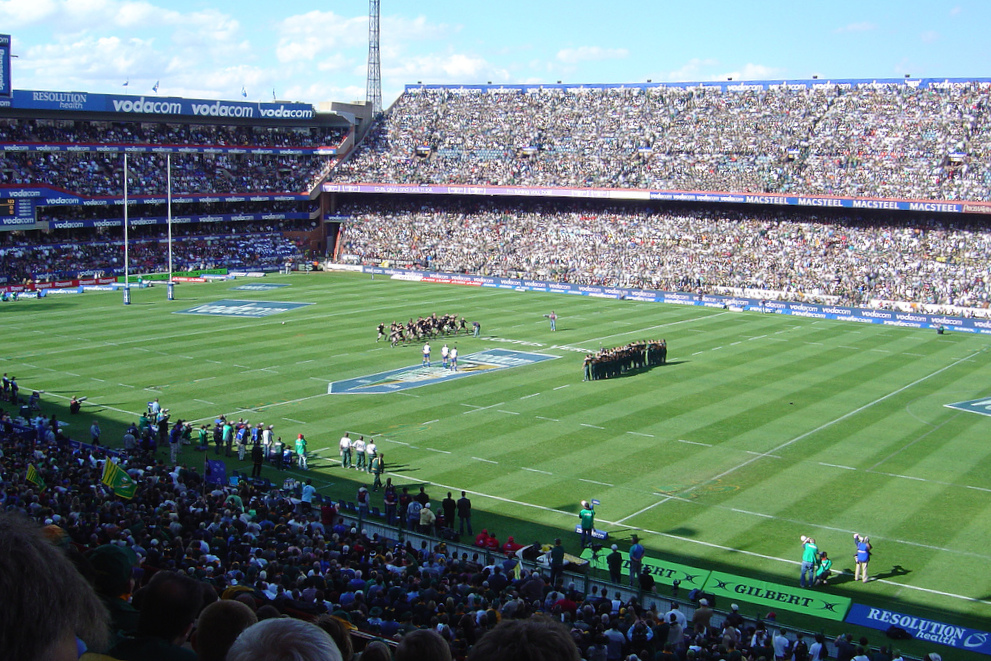
Loftus Versfeld Stadium – jedna z aren Mistrzostw Świata 2010

W Pretorii znajduje się Loftus Versfeld Stadium, na którym mecze rozgrywają rugbyści zespołów Blue Bulls i Bulls. Odbywały się na nim niektóre mecze podczas Mistrzostw Świata w Piłce Nożnej 2010.
Siedzibę w Pretorii mają m.in. kluby piłkarskie Mamelodi Sundowns i Supersport United.

## Propozycja zmiany nazwy
26 maja 2005 r. Południowoafrykańska Rada Nazw Geograficznych (SAGNC), zatwierdziła zmianę nazwy Pretoria na Tshwane, która jest już nazwą Metropolii. Chociaż zmiana nazwy została zatwierdzona przez SAGNC, nie została zatwierdzona przez Ministra Sztuki i Kultury. Po dziś dzień proponowana zmiana nazwy nie została wprowadzona w życie.

## Miasta partnerskie
- Amman, Jordania
- Baku, Azerbejdżan
- Betlejem, Izrael
- Bukareszt, Rumunia
- Delft, Holandia
- Johannesburg, RPA
- Kijów, Ukraina
- Tajpej, Tajwan
- Teheran, Iran
- Waszyngton, Stany Zjednoczone